# Ben Sampayo
Ben Jordan Sampayo, más conocido como Ben Sampayo (Londres, Inglaterra, 10 de diciembre de 1992), es un futbolista inglés. Se desempeña como lateral derecho o defensa central y actualmente milita en el Brighton & Hove Albion de la Football League Championship de Inglaterra.

## Trayectoria
A los 14 años de edad, Ben se unió a la Academia del Chelsea Football Club. Durante la temporada 2008-09, Ben llamó la atención del equipo juvenil cuando se desempeñaba en el equipo Sub-16. Ben logró ser promovido al equipo juvenil; sin embargo, debido a que otros de sus compañeros se habían quedado con la titularidad, Ben solamente pudo disputar un partido.
Durante la temporada 2009-10, Ben logró obtener mayor regularidad, debido a que Tom Hayden abandonó al club. A raíz de esto, Ben se desempeñó tanto de lateral derecho, como de defensa central, siendo uno de los jugadores más consistentes en la defensa. Ben terminó la temporada con 25 partidos disputados con el equipo juvenil. En la temporada 2010-11, Ben se hizo con la capitanía del equipo juvenil, siendo uno de los jugadores más consistentes en la defensa, sobre todo como lateral derecho. También logró hacer su debut con el equipo de reservas. Ben finalizó la temporada con 30 encuentros disputados, cinco más que en la temporada anterior.
Luego de que su contrato con el Chelsea expirase al finalizar la temporada, Ben firmó un contrato con el Brighton & Hove Albion de la Football League Championship.

## Clubes
| Club                   | País       | Año             |
| ---------------------- | ---------- | --------------- |
| Chelsea FC             | Inglaterra | 2006 - 2011     |
| Brighton & Hove Albion | Inglaterra | 2011 - Presente |